# Boleíta
La boleíta es un mineral de la clase de los minerales haluros. Fue descubierta en 1891 en la localidad de El Boleo cerca de Santa Rosalía, en el estado de Baja California Sur (México), siendo nombrada así por esta localización. Un sinónimo poco usado es argentopercylita.

## Características químicas
Es un hidroxi-cloruro de potasio, plata, plomo y cobre. La escasa presencia de potasio en la fórmula se determinó mediante microsonda.
Se presenta comúnmente con capas superficiales o intercrecimiento paralelo de cumengeíta (Pb21Cu20Cl42(OH)40·6H2O) o pseudoboleíta (Pb31Cu24Cl62(OH)48). La dificultad de separar estos tres minerales ha hecho que hasta fecha más reciente no se determine la fórmula excata de la boleíta.

## Formación y yacimientos
Se forma como mineral secundario a partir de la reacción química de cloruro con sulfuros primarios en la zona de oxidación de los depósitos de minerales del plomo y cobre. También se ha encontrado en escorias de fundición inmersas y lixiviadas por el agua de mar.
Suele encontrarse asociado a otros minerales como: pseudoboleíta, cumengeíta, atacamita, anglesita, cerusita, fosgenita, yeso, paratacamita, leadhillita, paralaurionita, caledonita, matlockita o bideauxita.

## Usos
Además de que puede ser extraída de las minas como mena de la valiosa plata, algunos ejemplares puros pueden ser tallados y usados como gema en joyería.